# Karl Buresch
Karl Buresch (Groß-Enzersdorf, Baixa Àustria, 12 d'octubre de 1878 - Viena, 16 de setembre de 1936) va ser un advocat i polític democristià austríac.

## Orígens i primers càrrecs
Fill d'un comerciant, a conseqüència de la primerenca mort del seu pare va haver de finançar els seus estudis a través de classes particulars. Després d'un període de pràctiques en un conegut despatxo d'advocats de Viena, va començar a exercir com a advocat en el seu municipi. En 1909, com a membre del Partit Socialcristiano va ser triat per a l'ajuntament, i entre 1916 i 1919 va ser alcalde de Groß-Enzersdorf. En 1919 va ser triat per a l'Assemblea Nacional Constituent d'Àustria, i entre 1920 i 1924 va ser diputat en el Consell Nacional.
En l'estiu de 1922 Buresch es va convertir en governador (Landeshauptmann) de Baixa Àustria[3] després de la dimissió de Johann Mayer. Va ocupar aquest càrrec fins al seu nomenament com a canceller federal el juny de 1931, i de nou entre maig de 1932 i maig de 1933. Com a governador, va defensar amb decisió i èxit els interessos financers del seu estat, especialment en contraposició amb Viena, que estava governada pels socialdemòcrates. No obstant això, en el mateix estat de Baixa Àustria va existir fins a 1934 una col·laboració amb els socialdemòcrates. La relació de Buresch amb el seu oponent socialdemòcrata Oskar Helmer va ser descrita com a cordial. Especialment entre 1929 i 1930, Buresch es va apropar políticament al Heimwehr. En el context de les tendències autoritàries de l'època, Buresch va iniciar en 1932, com a canceller federal, una campanya per la reimplantación de la pena de mort a través d'un referèndum. Va fracassar en això per l'oposició dels socialdemòcrates i de l'encara no censurada premsa liberal i d'esquerres.